# Bračević
Bračević falu Muć községben Horvátországban Split-Dalmácia megyében.

## Fekvése
Split központjától légvonalban 26, közúton 43 km-re északra, községközpontjától légvonalban 7, közúton 10 km-re északnyugatra, a Dalmát Zagora központi részén, a Vrba-patak és a Svilaja-hegység között fekszik. Településrészei: Ravna Vrba, Svilaja Bračevićka, Tisna Vrba és Viseć.

## Története
Neve az azonos családnévből származik, mely egykor a település meghatározó családja volt, ma azonban már nem él ilyen nevű ember a faluban.  Más vélemények szerint a település a terület egykori ura, a Nepilić család által a Vrba-patak feletti magaslaton épített és először 1322-ben említett Brečevo váráról nevezték el a települést. A várat I. Lajos magyar király sikertelenül próbálta elvenni a családtól és az 1345-ben Kninben folyt tárgyalások után is a Nepilićek kezén maradt. A török uralom idején a települést a Tominának is nevezték. A térség 1685 körül szabadult fel a török uralom alól. Ezt követően a ferencesek Boszniából és Hercegovinából érkezett katolikusokkal telepítették be. A 18. században az ogorjei plébániához tartozott. 1797-ben a Velencei Köztársaság megszűnésével a település a Habsburg Birodalom része lett. 1806-ban Napóleon csapatai foglalták el és 1813-ig francia uralom alatt állt. Napóleon bukása után ismét Habsburg uralom következett, mely az első világháború végéig tartott. A falunak 1857-ben 537, 1910-ben 742 lakosa volt. 1882-ben elszakadt az orogjei plébániától, a zlopoljei plébánia része lett és ma is oda tartozik. Az I. világháború után rövid ideig az Olasz Királyság, ezután a Szerb-Horvát-Szlovén Királyság, majd Jugoszlávia része lett. A második világháború idején olasz csapatok szállták meg. A háború után a település a szocialista Jugoszlávia része lett. 1991-től a független Horvátországhoz tartozik. Lakossága 2011-ben 182 fő volt.

## Lakosság
| Lakosság változása | Lakosság változása | Lakosság változása | Lakosság változása | Lakosság változása | Lakosság változása | Lakosság változása | Lakosság változása | Lakosság változása | Lakosság változása | Lakosság változása | Lakosság változása | Lakosság változása | Lakosság változása | Lakosság változása | Lakosság változása |
| ------------------ | ------------------ | ------------------ | ------------------ | ------------------ | ------------------ | ------------------ | ------------------ | ------------------ | ------------------ | ------------------ | ------------------ | ------------------ | ------------------ | ------------------ | ------------------ |
| 1857               | 1869               | 1880               | 1890               | 1900               | 1910               | 1921               | 1931               | 1948               | 1953               | 1961               | 1971               | 1981               | 1991               | 2001               | 2011               |
| 537                | 502                | 507                | 521                | 578                | 742                | 742                | 895                | 782                | 764                | 700                | 588                | 400                | 267                | 205                | 182                |

## Nevezetességei
- Bračević déli településrészén Visećen, a Križi nevű helyen állt a hagyomány szerint a régi Mindenszentek templom, ahol ma is látni a római és ószláv sírok maradványait két monumentális óhorvát kereszttel.[3]
- Közelében találhatók Brečevo középkori várának maradványai.
- A falu másik régi templomát a népi hagyomány Ričipoljéra, a Pribude, Crivac és Bračević hármas határ közelébe helyezi. A hagyomány szerint Szent Lukácsnak volt szentelve és a török rombolta le. Ezen a helyen ősi halomsírok találhatók, melyekről úgy tartják, hogy az egykori templomhoz tartozó régi sírok maradványai.[3]